# 헬 나이트
《헬 나이트》(Hell Night)는 미국에서 제작된 톰 드시몬 감독의 1981년 공포, 스릴러 영화이다. 린다 블레어 등이 주연으로 출연하였다.

## 출연

### 주연
- 린다 블레어
- 빈센트 반 패튼

### 조연
- 피터 바튼
- 케빈 브로피
- 제니 뉴맨
- 캐리 폭스